# 이동성 관리
이동성 관리(Mobility management)는 GSM, CDMA 등과 같은 이동 통신 네트워크에서 이동 단말의 통신 기능을 가능하게 하는 주요 기능 중 하나이다. 이동성 관리의 목적은 가입 단말이 이동 통신 망의 어느 위치에 있는지 지속적으로 관리하여 음성 통화, 단문 메시지(SMS), 또는 다른 이동 통신 서비스 기능이 단말까지 전달될 수 있도록 하는 것이다.

## 같이 보기
- IEEE 802.21
- 모바일 IP
- 로밍